# Xerraire d'Enric
El xerraire d'Enric (Trochalopteron henrici) és un ocell de la família dels leiotríquids (Leiothrichidae).

## Hàbitat i distribució
Habita boscos, matolls, vegetació semiàrida al sud i sud-est del Tibet.